# Longperrier
Longperrier är en kommun i departementet Seine-et-Marne i regionen Île-de-France i norra Frankrike. Kommunen ligger i kantonen Dammartin-en-Goële som tillhör arrondissementet Meaux. År 2022 hade Longperrier 2 911 invånare.

## Befolkningsutveckling
Antalet invånare i kommunen Longperrier
| Referens: INSEE |